# تيد كوبل
تيد كوبل (بالإنجليزية: Ted Koppel)‏ هو صحفي ومذيع أخبار أمريكي، ولد في 8 فبراير 1940 في Nelson, Lancashire ‏ في المملكة المتحدة.

## وصلات خارجية
- تيد كوبل على موقع IMDb (الإنجليزية)
- تيد كوبل على موقع الموسوعة البريطانية (الإنجليزية)
- تيد كوبل على موقع إن إن دي بي (الإنجليزية)
- تيد كوبل على موقع قاعدة بيانات الفيلم (الإنجليزية)